# Filip van Joegoslavië
Filip Karađorđević (Servisch: Филип Карађорђевић) (Fairfax, 15 januari 1982) is prins van Joegoslavië en de zoon van kroonprins Alexander van Joegoslavië en prinses Maria da Glória. Peter is de kleinzoon van koning Peter II van Joegoslavië. Zijn peetouders zijn Sophia van Griekenland, Constantijn II van Griekenland en prinses Anne van Orléans. Filip heeft één oudere broer, erfprins Peter, en een tweelingbroer: Alexander. Filip is tweede in de lijn van Servische troonopvolgers, na zijn oudere broer.
Filip leefde tot 1985 in Virginia, waarna hij met zijn ouders naar Londen verhuisde. In Londen ging hij samen met zijn tweelingbroer voor het eerst naar school. Na The Kings school in Canterbury te hebben afgerond in 2000, studeerde Filip kunst aan de University College London. Sinds 2001 is de prins weer in Servië woonachtig. Hij woont samen met de andere leden van de koninklijke familie in Belgrado in het koninklijke paleis (Servisch: Краљевски Двор) in de wijk Dedinje. 
Op 24 juli 2017 werd de verloving van Filip aangekondigd met Danica Marinković. Danica Marinković (geboren in Belgrado in 1986), is een grafische ontwerpster. Danica is de dochter van Milan en Beba Marinković. Officieel heeft Danica het Frans staatsburgerschap. Ze studeerde in London aan Chelsea College of Arts .
Prins Filip trouwt met Danica op 7 oktober 2017 in de Kathedraal van de Heilige Sava in Belgrado, Servië. De getuigen waren kroonprinses Victoria van Zweden en prins Peter van Servië. Zijn peetmoeders:  koningin Sofía van Spanje en  prinses Anne, hertogin van Calabrië waren bij het huwelijk aanwezig.
Prinses Danica beviel op 25 februari 2018 om 10.30 uur van hun zoon Stefan in Belgrado. Deze mannelijke geboorte is de eerste in de Koninklijke Familie van Servië sinds 90 jaar toen prins Tomislav was geboren in Belgrado.